# Dmitrij Kandybin
Dmitrij Jakowlewicz Kandybin (ros. Дмитрий Яковлевич Кандыбин, ur. 1889 we wsi Kastornoje w guberni woroneskiej, zm. 1955) – radziecki sędzia wojskowy i funkcjonariusz służb specjalnych.

## Życiorys
Służył w rosyjskiej armii, w której był podoficerem, od 1917 członek SDPRR(b), od 1918 funkcjonariusz Czeki. Od 12 marca 1921 do 6 lutego 1922 przewodniczący gubernialnej Czeki w Woroneżu, od 6 lutego 1922 do czerwca 1923 szef woroneskiego gubernialnego oddziału GPU, od 11 listopada 1923 do 1924 zastępca pełnomocnego przedstawiciela OGPU w Środkowej Azji, od 26 sierpnia 1927 do 18 sierpnia 1931 szef Tatarskiego Obwodowego Oddziału GPU. Od 18 sierpnia 1931 do 10 kwietnia 1932 pełnomocny przedstawiciel OGPU w Tatarskiej ASRR, 1933-1935 arbiter Państwowego Arbitrażu przy Radzie Komisarzy Ludowych ZSRR, 1935-1945 członek Wojskowego Kolegium Sądu Najwyższego ZSRR, sędzia wojskowy I rangi, od 22 lutego 1938 brygwojenjurist, później dywwojenjurist. Brał aktywny udział w procesach politycznych w okresie wielkiego terroru, odpowiedzialny za skazywanie oskarżonych (m.in. na śmierć) pod fałszywymi zarzutami. W 1950 aresztowany.